# 부카 라야 1세
부카 라야 1세(재위: 1356년 ~ 1377년)는 비자야나가라 제국 상가마 왕조의 제2대 황제였다. 그는 하리하라 2세에 의해 야다바 혈통으로 주장된 바바나 상가마의 아들이었다.

## 생애
부카와 그의 형 하카(하리하라 1세로도 알려짐)의 초기 생애는 비교적 알려지지 않았으며, 그들의 초기 생애에 대한 대부분의 기록은 다양한 가설에 근거하고 있다. 헤라스 신부의 이론에 따르면 상가마 형제는 비루팍샤와 케샤바 같은 카르나타카 신들에게 큰 헌신을 바쳤다고 한다. 그들은 산스크리트어, 텔루구어, 타밀어 기록에서 "스리 비루팍샤"와 같은 칸나다 문자로만 서명했다. 데사이 박사는 페리슈타가 황제들을 "카르나타카의 장미"라고 불렀다고 인용한다.
두 번째 가설에 따르면 부카와 하카는 와랑갈의 카카티야 왕의 군대에서 지휘관으로 활동했다. 와랑갈 왕이 무함마드 빈 투글락에게 패배한 후 부카와 그의 형제는 포로로 잡혀 델리로 보내졌고, 그곳에서 둘 다 이슬람교로 개종했다. 두 형제는 결국 탈출하여 현자 비디아란야의 영향으로 힌두교로 개종하고 비자야나가라 제국을 세웠다.
부카 라야의 21년 치세(누니즈에 따르면 37년) 동안 제국은 번영하고 계속 확장되었다. 부카 라야는 남인도의 대부분의 왕국을 정복하여 제국의 영토를 지속적으로 확장했다. 그는 1360년까지 아르콧의 삼부바라야 왕국과 콘다비두의 레디 왕국을 물리쳤고 페누콘다 주변 지역을 병합했다. 부카는 1371년 마두라이 술탄국을 물리치고 남쪽으로 라메스와람까지 영토를 확장했다. 그의 아들 쿠마라 캄파나는 그와 함께 원정을 벌였고, 그들의 노력은 아내 강감비카가 쓴 산스크리트어 작품 '마두라 비자얌'(또는 비라캄파라야 차리트람으로도 알려짐)에 기록되어 있다. 1374년까지 그는 퉁가바드라-크리슈나 도압을 장악하기 위해 바흐마니 술탄국에게 우위를 점하고 고아를 장악했으며, 동강가 왕조의 일부인 오디샤(오리아)도 점령했고, 스리랑카의 자프나 왕국과 말라바르의 코지코드 왕국이 자신에게 경의를 표하도록 강요했다.
전쟁과 내부 갈등에도 불구하고 부카는 여전히 도시의 내부 개선을 지원하는 데 도움을 주었다. 그의 치세 동안 중요한 문학 작품들도 집필되었다. 그는 유명한 텔루구어 시인 나차나 소마를 궁정 시인으로 임명했다. 수십 명의 학자들이 비디야란야와 사야나의 지도 아래 살았다.
부카와 다른 초기 비자야나가라 황제들의 후원 아래 사야나가 이끄는 학자들이 네베다의 삼히타와 여러 브라마나와 아란야카에 대한 주석을 작성했다.
부카의 치세 동안 제국은 바흐마니 술탄들과도 충돌했다. 첫 번째는 모하메드 샤 1세 시대였고, 다른 한 명은 무자히드 샤 바흐마니 시대였다. 부카는 그의 통치 기간 동안 중국에도 사절단을 보냈다고 한다. 부카는 약 1380년에 사망했고 하리하라 2세가 그 뒤를 이었다. 또한 부카 라야의 치세 동안 비자야나가라 제국의 수도가 강 남쪽에 위치한 비자야나가라에 자리잡았다는 점도 주목할 만하다. 비자야나가라 제국의 수도는 이전 수도였던 아네곤디보다 더 안전하고 방어적이었다.

### 인용주
1. ↑  between 25 January and 24 February 1377

### 참조주
1. ↑  Lakshmi, Kumari Jhansi (1958). “THE CHRONOLOGY OF THE SANGAMA DYNASTY”. 《Proceedings of the Indian History Congress》 (Indian History Congress) 21: 290–297. ISSN 2249-1937. JSTOR 44145214. 2024년 10월 24일에 확인함.
2. ↑  Subrahmanyam, Sanjay (1998년 9월 27일). “Reflections on State-Making and History-Making in South India, 1500-1800”. 《Journal of the Economic and Social History of the Orient》 41 (3): 382–416. JSTOR 3632419.
3. ↑  Wagoner, Phillip B. (1996년 9월 27일). “Sultan among Hindu Kings": Dress, Titles, and the Islamicization of Hindu Culture at Vijayanagara”. 《The Journal of Asian Studies》 55 (4): 851–880. doi:10.2307/2646526. JSTOR 2646526.
4. ↑  “::Bellary District Official Website - NIC Bellary”. 2007년 11월 9일에 원본 문서에서 보존된 문서.
5. ↑  “Kingdoms of South Asia - Indian Kingdom of Vijayanagar”.
6. ↑  concise history of Karnataka : suryanath kamath PG 159
7. ↑  Office of the Registrar General (1962). 《'Census of India, 1961, Volume 2, Part 6, Issue 21'》. 16쪽.
8. ↑  Subrahmanyam, Sanjay (1998). “Reflections on State-Making and History-Making in South India, 1500-1800”. 《Journal of the Economic and Social History of the Orient》 41 (3): 382–416. doi:10.1163/156852098323213147. ISSN 0022-4995. JSTOR 3632419.
9. ↑  Wagoner, Phillip B. (1996). “"Sultan among Hindu Kings": Dress, Titles, and the Islamicization of Hindu Culture at Vijayanagara”. 《The Journal of Asian Studies》 55 (4): 851–880. doi:10.2307/2646526. ISSN 0021-9118. JSTOR 2646526. S2CID 163090404.
10. ↑  Kamil Zvelebil (1973). 《The Smile of Murugan: On Tamil Literature of South India》. BRILL. 6쪽. ISBN 90-04-03591-5.